# Nyctemera homogona
Nyctemera homogona là một loài bướm đêm thuộc phân họ Arctiinae, họ Erebidae.